# Zawada (Gajewo)
Zawada – część wsi Gajewo w Polsce, położona w województwie kujawsko-pomorskim, w powiecie świeckim, w gminie Nowe, przy przebiegającej wzdłuż wschodniego brzegu jeziora Zawada trasie kolejowej magistrali węglowej Śląsk-Porty. Zawada wchodzi w skład sołectwa Gajewo.
W latach 1975–1998 Zawada należała administracyjnie do województwa bydgoskiego.